# Johannes Döring
Johannes Döring (* 30. März 1905 in Chemnitz; † nach 1939) war ein deutscher Lehrer und Nationalsozialist.

## Leben
Er war der Sohn eines Kaufmannes aus Chemnitz. Nach dem Abitur am Gymnasium ging er auf das Lehrerseminar in Frankenberg/Sa., wo er zum Volksschullehrer ausgebildet wurde. Danach studierte Johannes Döring am Pädagogischen Institut in Leipzig, wo er 1933 eine Assistentenstelle erhielt. Bereits im Alter von 17 Jahren war er dem Jungnationalen Bund beigetreten. Zum 23. April 1926 trat Döring der NSDAP bei (Mitgliedsnummer 34.957) und wurde 1930 Mitglied des Nationalsozialistischen Lehrerbundes (NSLB). Er trat 1933 aus der evangelischen Kirche aus und wurde fortan gottgläubig.
Im NSLB wurde ihm die Aufgabe des Gutachters für Methodik des Geschichtsunterrichtes und der Geschichtsbücher übertragen. Daneben war er von 1932 bis 1933 als weltanschaulicher Leiter der SA-Führerschule in Dresden eingesetzt. Im NSDAP-Gau Sachsen wirkte er als Gauredner.
1935 erfolgte seine Ernennung zum Sachbearbeiter für Lehrerbildung im sächsischen Ministerium für Volksbildung in Dresden. Als solcher organisierte Johannes Döring die Umwandlung des Pädagogischen Instituts in Leipzig, an dem er zuvor tätig und 1933 stellvertretender Kreisschulungsleiter geworden war, in eine Hochschule für Lehrerbildung, die im Gegensatz zum vorherigen Institut über keine Bindung an die Universität Leipzig verfügte.
1936 erfolgte die Ernennung von Johannes Döring zum Volksschulrektor und Stellenleiter im sächsischen Gauschulungsamt in Dresden. Noch 1939 war Döring Rektor der 19. Volksschule in Dresden-Altstadt, Sedanstraße 19/21. Seine Schule war als Ausbildungsschule der Hochschule für Lehrerbildung in Dresden angegliedert.

## Schriften (Auswahl)
- Heran an den Führer! In: Neue Bahnen 46 (1935), H. 1, S. 1ff.
- Hans Schemm ist tot! In: Neue Bahnen 46 (1935), H. 4, S. 97–98.
- Deutsche Züge im Antlitz der Erde. In: Neue Bahnen 46 (1935), H. 7, S. 193ff.
- Die Schule als Erziehungsmacht. In: Neue Bahnen 48 (1937), H. 5, S. 129ff.
- Ein Volk erkämpft sich sein Lebensrecht! In: Neue Bahnen 49 (1938), H. 1, S. 1ff.
- Sachsens Schicksal in der deutschen Geschichte. Dürr’sche Buchhandlung Leipzig o. J. [1938]

## Ehrungen
- Goldenes Parteiabzeichen der NSDAP